# قائمة البكتيريا الهامة سريريا
هذه هي قائمة من البكتيريا الهامة سريرياً. وليست قائمة شاملة لجميع الأنواع البكتيرية.

____

## A
- أسيتوباكتر أورانتيوس
- راكدة بومانية
- شعية إسرائيلية
- جراثيم راديوباكتر
- أغروباكتريوم توميفاسيانز
- أزوريزوبيوم، كولينودانز
- أزوتوباكتر فينيلاندي
- فيريدانز العقدية

## B
- عصوية
  - عصوية جمرية
  - عصوية شمعية
- العصوية المغزلي
- العصوية الليشينية الشكلية
  - عصوية ضارية
  - عصوية دهنية أليفة الحرارة
  - عصوية رقيقة
- عصوانية
  - عصوانية هشة
- برتونيلة
  - برتونيلة هنسيلية
- بورديتيلا
  - بورديتيلا شاهوقية
- بوريليا برغدورفيرية
- بروسيلا
  - بروسيلا أبورتوس
  - بروسيلا مليتنسيس
- بيركهولدرية
  - بيركهولدرية بصلية

## C
- كلبسيلة حبيبية الشكل
- عطيفة (بكتيريا)
  - عطيفة قولونية
  - عطيفة جنينية
  - عطيفة صائمية
  - ملوية بوابية
- متدثرة
  - متدثرة تراخومية
  - متدثرة رئوية ( كانت تسمى سابقا الكلاميديا الرئوية)
  - متدثرة ببغائية (كانت تسمى سابقا المتدثرة الببغائية)
- مطثية
  - مطثية وشيقية
  - مطثية عسيرة
  - مطثية حاطمة ( كانت تسمى سابقا المطثية الولشية)
  - مطثية كزازية
- وتدية
  - وتدية خناقية
- كوكسيلة بورنيتية

## E
- أمعائية مذرقية
- مكورة معوية
  - معوية طيرية
  - معوية قاسية
  - معوية البراز
  - معوية برازية
  - معوية دجاجية
- إشريكية قولونية

## F
- مغزلية منواة

## H
- مستدمية
  - مستدمية دوكرية
  - مستدمية نزلية
  - مستدمية نظيرة النزلية
  - بورديتيلا شاهوقية
- ملوية بوابية

## K
- كلبسيلة رئوية

## L
- عصية لبنية
  - عصية لبنية حمضية
  - عصبية لبنية بولغاريكوس
- فيلقية مستروحة
- لستيريا مولدة للوحيدات

## M
- موراكسيلا نزلية
- متفطرة
  - معقد المتفطرات الطيرية
  - متفطرة بقرية
  - معقد المتفطرات الطيرية
  - متفطرة جذامية
  - متفطرة سلية
- مفطورة
  - مفطورة تناسلية
  - مفطورة بشرية
  - مفطورة رئوية

## N
- نيسرية
  - نيسرية بنية
  - نيسرية سحائية

## P
- هضمونية عقدية
- زائفة زنجارية

## R
- ريكتسيا
  - ريكتسية بروفاتسيكية
  - متدثرة ببغائية
  - متدثرة تراخومية
- برتونيلة
  - برتونيلة هنسيلية

## S
- سلمونيلا
  -  سالمونيلا إنتيريتيديس 
  - السالمونيلا التيفية
  -  سالمونيلا تيفيموريوم 
  - السراتية الذابلة
- شيغيلة زحارية
- مكورة عنقودية
  - مكورة عنقودية ذهبية
  - عنقودية بشروية
- عقدية
  - عقدية قاطعة للدر
  - معوية طيرية
  - معوية برازية
  - معوية البراز
  - معوية دجاجية
  -  ستريبتوكوكوس لاكتيس 
  -  ستريبتوكوكوس ميتيور 
  -  ستريبتوكوكوس ميتيس 
  - عقدية طافرة
  - عقدية فموية
  - مكورة رئوية
  - عقدية مقيحة

## T
- - لولبية شاحبة

## V
- بكتيريا الضمة
  - ضمة الكوليرا

## W
- ولبخية

## Y
- يرسينية
  - يرسينيا القولون
  - يرسينيا طاعونية
  - يرسينية سلية كاذبة